# Philibert Groupe
 (octobre 2020).
Le Groupe Philibert est une holding française implantée à Caluire (Rhône), dans la banlieue nord de Lyon.

## Métiers

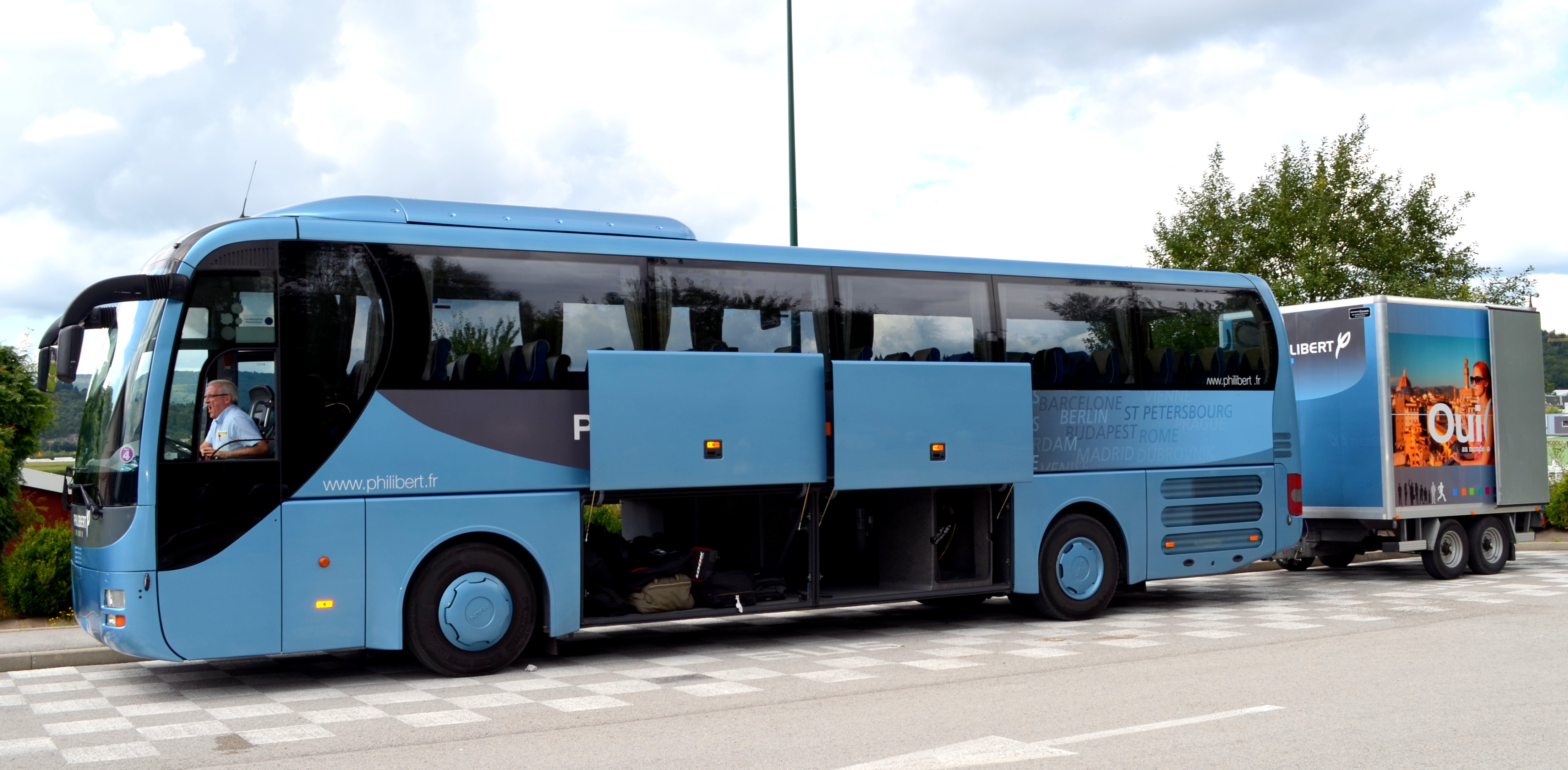
Autocar MAN Lion's Coach à Arbent.

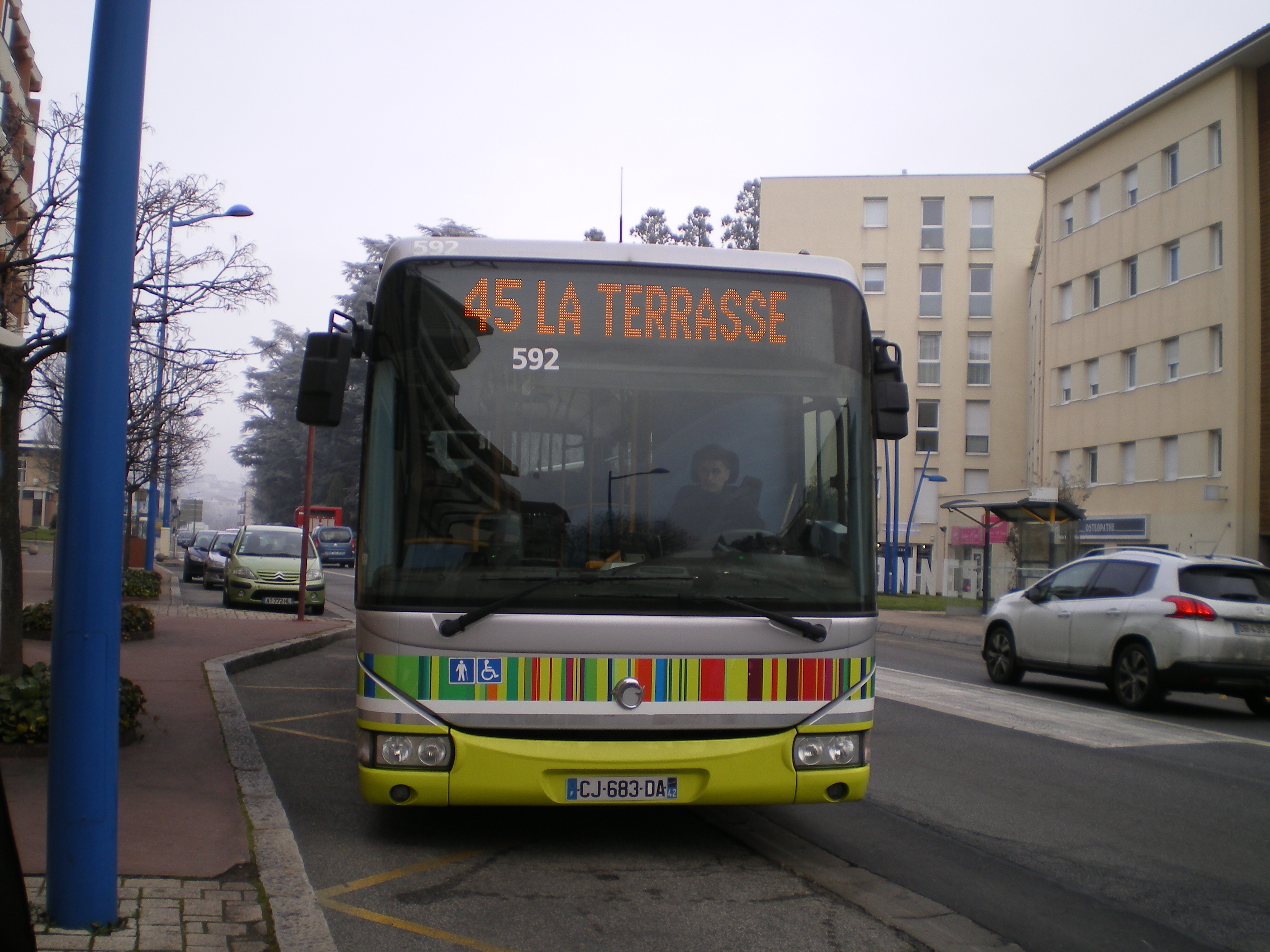
Irisbus Crossway LE exploité par Philibert sur le réseau STAS

L'entreprise, grâce à Adolphe Philibert, est présente sur l'agglomération lyonnaise depuis 1925. De négociant et réparateur poids lourds, l'activité glisse rapidement vers le transport routier de voyageurs, à la suite de la mise en place des 1er services réguliers dans les années 1930. Vient enfin, trois décennies plus tard, l'essor des voyages touristiques longue distance, associé à la vente sur catalogue de ces mêmes prestations.

## Chiffres clés (données du site pour 2017)
- 669 salariés dont 445 chauffeurs
- 16 millions de km parcourus par an
- 14 centres de transport
- 5 activités (location, transport, travel & events, voyages, Trucks Services & Distribution)
- 4 langues parlées
- 34 lignes régulières
- 500 véhicules de transport
- 2500 établissements scolaires desservis
- 300 véhicules vendus dans les 4 concessions Scania

## Faits
Selon le Classement annuel des 200 premières PME françaises de transport de voyageurs, dressé par le bimensuel de la profession, Bus & Car, Philibert, avec un chiffre d'affaires dépassant 60 millions d'euros, occupait la tête du palmarès 2007 et 2008.